# Estádio da Cidadela
El Estádio da Cidadela es un estadio de fútbol ubicado en Luanda, capital de Angola.

## Historia
Fue inaugurado el 10 de junio de 1972 como parte del Complejo Deportivo de Cidadela con capacidad para 40 000 espectadores, fue propiedad del Futebol Clube do Luanda hasta la independencia de Angola en 1975 luego de ser nacionalizado y pasó a ser del municipio local.
El estadio ha sido sede de la segunda edición de los Juegos de África Central en 1981, así como de eventos culturales y conciertos. Desde la independencia de Angola hasta el año 2010 fue la sede de la selección nacional de fútbol hasta que se mudaron al Estadio 11 de Noviembre.
El estadio es conocido como La Catedral Deportiva de Angola por ser sede de varios eventos deportivos importantes a lo largo de los años, además de que en el estadio se dio la primera clasificación a un mundial de Angola gracias al gol de su héroe local Akwá.
En 2006 la parte alta del estadio fue declarada insegura para partidos internacionales por la CAF y actualmente es la sede de los equipos locales ASA y Progresso do Sambizanga.